# 熱海大火
熱海大火（あたみたいか）とは、1950年（昭和25年）4月13日に静岡県熱海市の中心市街地で発生した大火。

## 被害
47軒の温泉旅館や、市役所、郵便局、公会堂、警察署、消防署、病院、百貨店、住宅などを含む1015棟が焼失するなど、1461世帯4817人が被災した。979人が重軽傷を負ったが、死者はなかった。

## 経過

### 火災の発生
1950年（昭和25年）4月13日午後5時15分ごろ、相模湾に面した熱海市渚町の埋立地北東部で、作業員がトラックにガソリンを給油した際に、吸っていたタバコ（あるいはそれに火をつけたマッチ）から引火した。

### 火災の拡大
火は海から吹き付ける15メートル以上の強風に煽られ周囲に延焼、渚町の糸川以北全域と、市街地中心部である現在の銀座町・中央町に相当する部分全域、及び清水町・昭和町の西部に燃え広がり、午後12時に鎮火した。

### 火災後
翌日4月14日には緊急市会が開かれ、従来の狭い道・密集家屋・防火施設不足などが被害を拡大させたとして、耐火建築・道幅拡張の指定などの再建策が決定された。2日後の4月15日には建設省・県・市の幹部によって市街地の再建案が徹夜で議論され、翌16日の市議会で発表された。
17日には宗秋月市長とほとんどの市議会議員、県知事、担当者ら約50人が上京して国に支援を要請、翌18日にも市長と市議団が国会を訪れて「熱海国際観光温泉文化都市建設法」の成立を陳情した。
また、山田弥一県議が県からの財政支援を取り付けた他、畠山鶴吉、小松勇次代議士の尽力で、「罹災都市借地借家臨時処理法」の適用が決まり、焼け出された借家人・借地人の居住権が保護された。

### 戦後の日本における主要な大火
| 1947年04月20日 飯田大火（長野県飯田市） | 48.2万m2 |
| 1952年04月17日 鳥取大火（鳥取県鳥取市） | 44.9万m2 |
| 1954年09月26日 岩内大火（北海道岩内町） | 32.1万m2 |
| 1955年10月01日 新潟大火（新潟県新潟市） | 21.4万m2 |
| 1949年02月20日 能代大火（秋田県能代市） | 21.0万m2 |
| 1956年09月10日 魚津大火（富山県魚津市） | 17.6万m2 |
| 1956年08月18日 大館大火（秋田県大館市） | 15.7万m2 |
| 1976年10月29日 酒田大火（山形県酒田市） | 15.2万m2 |
| 1950年04月13日 熱海大火（静岡県熱海市） | 14.2万m2 |
| 1946年05月08日 村松大火（新潟県村松町） | 13.5万m2 |